# USS Reuben James (DD-245)
USS Reuben James (DD-245) — американский эскадренный миноносец типа «Клемсон». Назван в честь Рубена Джеймса — героя Первой берберийской войны. Спущен на воду в 1919 году. Служил в Северной Атлантике, охраняя морские коммуникации с Европой. Потоплен 31 октября 1941 года у побережья Исландии немецкой подводной лодкой U-552. Первый американский корабль, погибший во Второй мировой войне.

## След в культуре
Американский певец Вуди Гатри написал песню «The Sinking of the Reuben James» («Потопление „Рубена Джеймса“»).